# Eucalyptus chapmaniana
Eucalyptus chapmaniana är en myrtenväxtart som beskrevs av Alexander Kenneth Cameron 1947.
Eucalyptus chapmaniana ingår i släktet Eucalyptus och familjen myrtenväxter. Inga underarter finns listade i Catalogue of Life.

## Bildgalleri

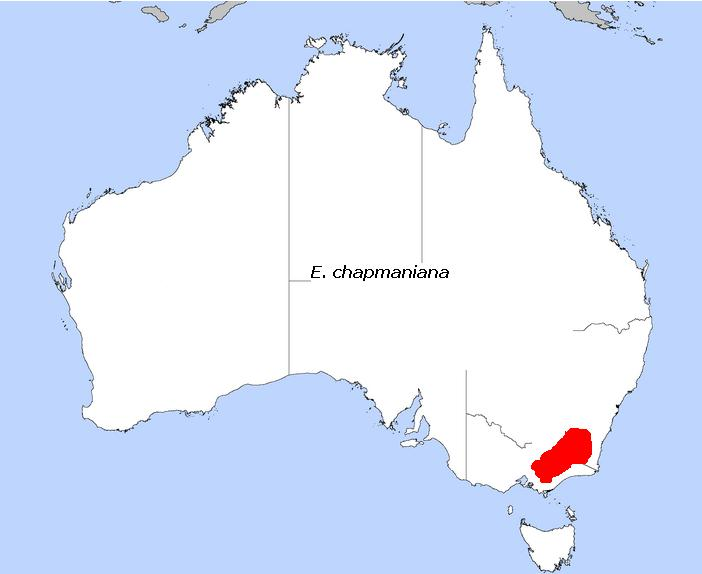
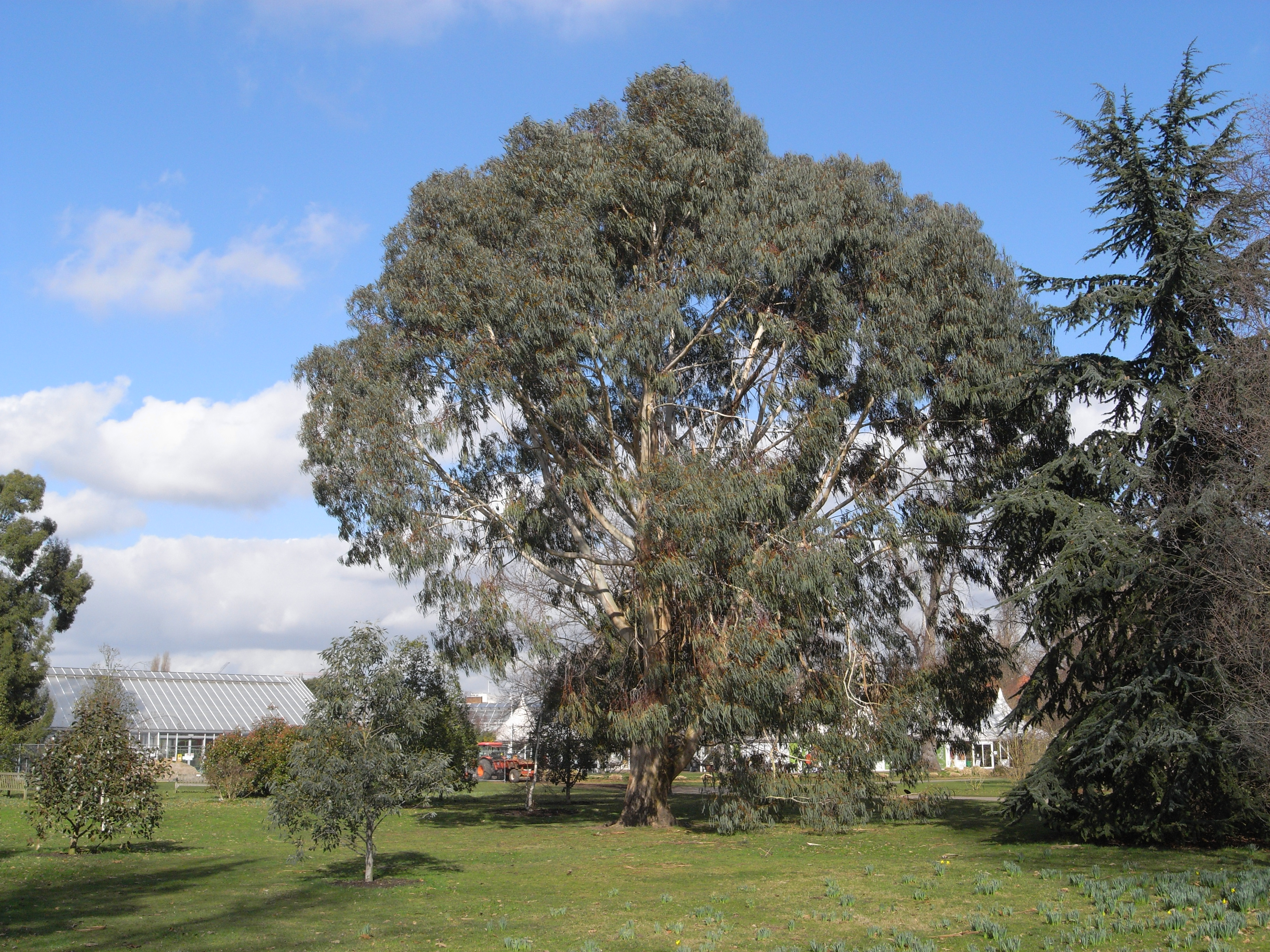
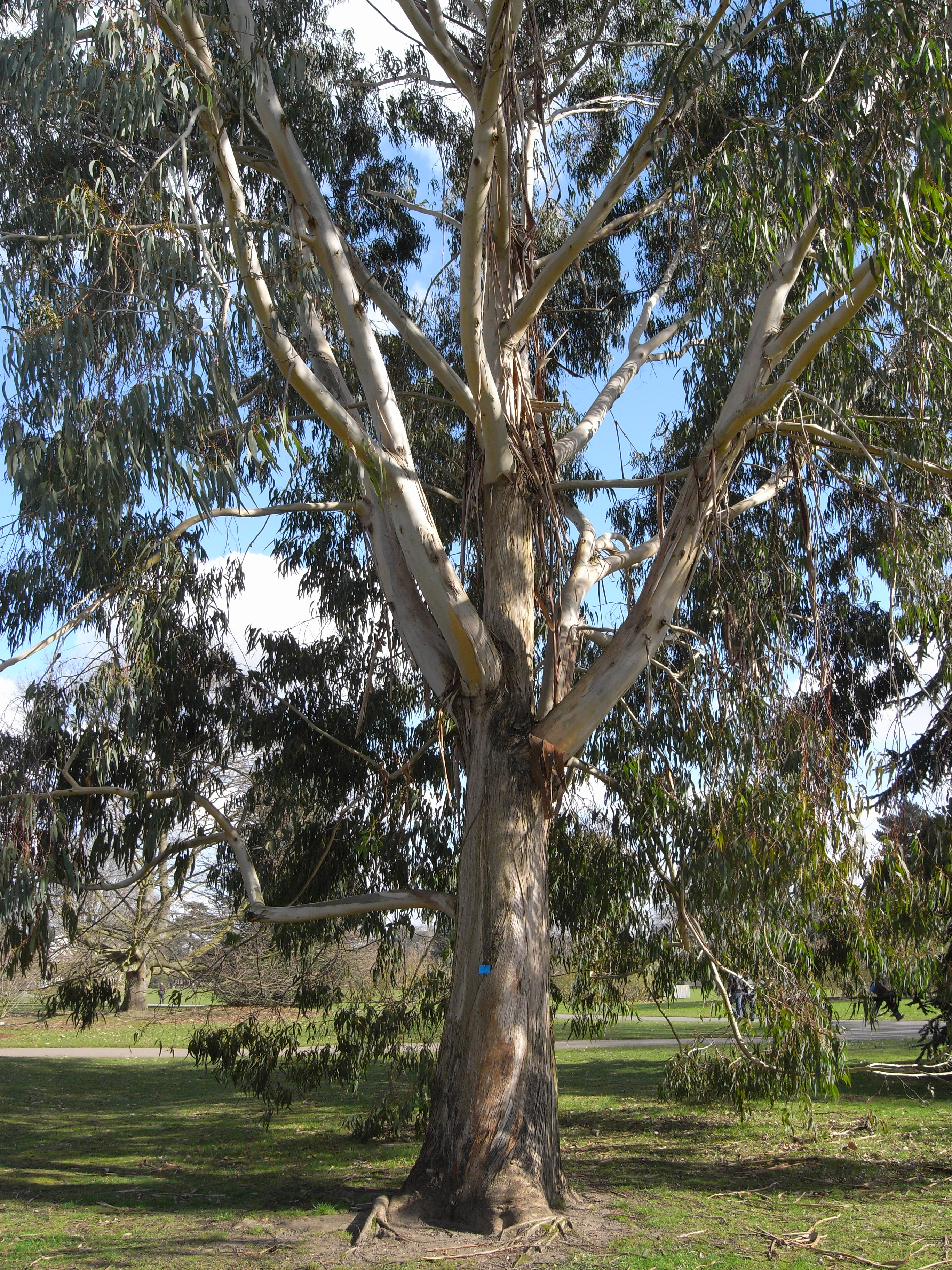